# Khetag Gazyumov
Khetag Gazyumov (n. 24 aprilie 1983, Alagir⁠(d), RSFS Rusă, URSS) este un luptător ce a reprezentat Azerbaidjan, medaliat olimpic. A participat la 2 ediții ale Jocurilor Olimpice (2008, 2012) în care a câștigat două medalii de bronz.